# Lithops hermetica
Lithops hermetica är en isörtsväxtart som beskrevs av Desmond Thorne Cole.
Lithops hermetica ingår i släktet Lithops och familjen isörtsväxter. Inga underarter finns listade i Catalogue of Life.